# Чаж
Чаж (рос. Чаж) — річка в Можгинському і Алнаському районах Удмуртії та Агризькому районі Татарстану, Росія, права притока Іжу.
Довжина річки становить 50 км. Бере початок на Можгинської височини, впадає до Іжу нижче села Мордва.
Має декілька приток:
- праві — Мирк-Ошмес, Юминка, Мукшур;
- ліві — Каркашур, Сарсак, Юринка

На річці розташовані села:
- Можгинський район — Чежебаш;
- Алнаський район — Пісеєво, Нижній Сир'єз;
- Агризький район — Сарсак-Омга, Старий Кизил-Яр, Терсі, Мордва

Через річку збудовано декілька автомобільних мостів — в селах Нижній Сир'єз, Сукман, Новоаккузино, Сарсак-Омга, Мордва; а також залізничний міст в селі Терсі.